# Poecilia boesemani
Poecilia boesemani là một loài cá nước ngọt thuộc chi Poecilia trong họ Cá khổng tước. Loài này được mô tả lần đầu tiên vào năm 2003.

## Từ nguyên
Danh pháp của loài cá này, P. boesemani, được đặt theo tên của Tiến sĩ Marinus Boeseman, người phụ trách danh dự của bộ sưu tập ngư học tại Bảo tàng Lịch sử Tự nhiên Quốc gia Leiden, cũng là người đã thu thập các mẫu vật của loài cá này.

## Phân bố và môi trường sống
P. boesemani mới chỉ được tìm thấy tại sông Maraval thuộc Trinidad và Tobago.

## Mô tả
Mẫu vật lớn nhất của P. boesemani có chiều dài cơ thể được ghi nhận là 4,8 cm, thuộc về cá thể mái.
Số tia vây mềm ở vây lưng: 9 - 10; Số tia vây mềm ở vây hậu môn: 8; Số tia vây mềm ở vây ngực: 13 - 16; Số tia vây mềm ở vây đuôi: 18.